# Wirberg
Der Wirberg ist eine ehemalige Klosteranlage im Landkreis Gießen. Er befindet sich am östlichen Rand der Gemeinde Reiskirchen und liegt zwischen Saasen und Göbelnrod, ca. acht Kilometer nordwestlich von Grünberg. Die Kirche auf dem Wirberg war früher die evangelische Zentralkirche für die heutigen Grünberger Stadtteile Göbelnrod, Beltershain, Harbach, Weitershain und Reinhardshain. Heute dient sie als Gotteshaus für besondere Anlässe.

## Geschichte
Wirberg wird in seiner urkundlichen Ersterwähnung 1149 Wereberch, auch Werberch genannt, was wehrhafter Berg bedeutet. Der Bestimmungsteil des Ortsnamens stammt aus dem ahd. wari, weri bzw. vom mhd. were, was Verteidigung bedeutet.
In der ersten Hälfte des 12. Jahrhunderts befand sich dort eine Ritterburg, welche in einer Chronik, verfasst um 1150–1155, zusammen mit einer anderen erwähnt wird: „... castra duo in Hagen et Wirberg“.
Außerdem heißt es in der Urkunde: Werebergensis ecclesia (Wirberger Kirche).

### Stifterinnen
Die Klostergründung beruht auf zwei Quellen: der Lebensbeschreibung des Gottfried von Cappenberg und einer Urkunde des Mainzer Erzbischofs vom 30. November 1149, ausgestellt im Kloster Lippoldsberg. Diese Urkunde ist an den Propst Hartwig von Wirberg gerichtet.
Zwischen 1134 und 1148 wurde das Prämonstratenser-Kloster Wirberg unter Mitwirkung des Prämonstratensers Otto von Cappenberg, der bis zu seinem Tod 1171 Propst des Klosters Cappenberg war, als sogenanntes Doppelkloster gegründet. Als solches wird Wirberg 1289 letztmals genannt. Ottos Bruder Gottfried von Cappenberg war bereits als Stifter des Klosters Ilbenstadt aufgetreten.
Die Gründung des Klosters Immichenhain steht in Zusammenhang mit der des Prämonstratenser-Doppelklosters Wirberg um 1148/49. Hier zwang der Prämonstratenser Otto von Cappenberg nach dem Tode des Ritters Manegolds von Hagen und Wirberg dessen Erbtochter Aurelia zum Eintritt in das von seinem Bruder Gottfried von Cappenberg gegründete Kloster Ilbenstadt. Auch die Witwe Manegolds, Immecha, wurde zur Umwandlung der Burg Wirberg in ein Kloster und den Eintritt in dasselbe genötigt, vielleicht sogar gezwungen.  In Immichenhain, dem Hain der Immicha, wird Manegolds Witwe ebenfalls als Stifterin eines Prämonstratenser-Doppelklosters genannt.

### Weitere Geschichte
Die Schutzpatrone des Klosters waren die heilige Maria und der heilige Martin. Das Marienpatrozinium belegt die Bezeichnung ecclesie sancte Marie in Werberc (Kirche der heiligen Maria in Wirberg) aus dem Jahre 1199.
Das Kloster gehörte im Mittelalter zum Erzbistum Mainz, Archidiakonat St. Stephan Mainz, Dekanat Amöneburg.
Gegen Ende des 13. Jahrhunderts wurde der Wirberg zum reinen Frauenkloster und 1286 wechselten die Schwestern zum Orden der Augustiner-Chorfrauen. Diese arrondierten systematisch den klösterlichen Grundbesitz, kauften von Ritterfamilien deren Grundeigentum auf wie in Queckborn. Mit anderen Klöstern kommt es zu Besitzstreitigkeiten, etwa mit dem Kloster Arnsburg.
Nach 1300 betrieben die Nonnen ein Hospital. Einer wirtschaftlichen Blütezeit Anfang des 15. Jahrhunderts folgten zunehmend Probleme auf. Landverkäufe wurden notwendig. Durch die wirtschaftliche Krise geriet das Klosterleben in Unordnung.
Um 1490 erging der päpstliche Auftrag an die Priore von Kloster Spieskappel und Kloster Hirzenhain, die Prämonstratenserinnenklöster Hachborn, Stift Wetter, Wirberg und Kloster Immichenhain zu visitieren und die Einhaltung der Klosterregeln durchzusetzen. Erneut fand 1497, jetzt durch den Erzbischof von Mainz, eine strenge Visitation statt. 1498 wurden die Jungfrauen des Augustinerordens, genannt Regularissen, erwähnt.
Ein Brand im Jahre 1521 verschärfte die wirtschaftliche Not. Der hessische Landgraf Philipp I. gewährte auf Bitten der Klosterfrauen Unterstützung. Eine Inventarisierung des Besitzes von 1525 belegt die Verarmung des Klosters; die Gemeinschaft war nicht mehr in der Lage, sich ausreichend zu ernähren und zu kleiden.

### Gütergeschichte
1149 übertrug Erzbischof Heinrich I. von Mainz dem Kloster Wirberg das nahe Gut Bollnbach mit allem Zubehör. Der Einfluss des Bistums Mainz zeigt sich auch 1199, als das Stift St. Johannis (Mainz) an den Kanoniker Rudolf von Mariengreden Güter um Wirberg verlieh. Ein Konflikt zwischen dem Bistum Mainz, dem hessischen Landgrafen und den Wetterauer Städten bestimmte die folgenden Jahrhunderte.
1495 wurde der Wirberger Klosterhof in Bollnbach an Kunz Mang verpfändet, 1525 an Henn Schiffer.
Das Kloster besaß seit 1289 Güter zu Hattenrod, die aus einer Schenkung Heinrichs von Seligenstadt Güter stammten.
Dazu gehörte auch ein Hof im Dorf Hattenrod, das sich bis 1311 im gemeinsamen Besitz von Kloster und der Ritter von Hattenrod in Besitz befunden hatte. Zudem hatte das Kloster 1324 zwei Güter zu Landsiedelrecht verliehen.
In folgenden Orten hatte das Kloster größeren Besitz:
Antreff, Beltershain, Bersrod, Berstadt, Bleidenrod, Bollnbach, Büßfeld, Ettingshausen, Frauenrod (heute Wüstung), Geilshausen, Göbelnrod, Großen-Buseck, Grünberg (Hessen), Harbach, Hattenrod, Hausen (Pohlheim), Hopfgarten (Schwalmtal), Lardenbach, Laubach, Lindenstruth, Merlau, Nieder-Bessingen, Oppenrod, Queckborn, Reiskirchen, Reinhardshain, Saasen (Reiskirchen), Steinbach (Fernwald), Wetterfeld (Laubach) und die heutige Wüstung Welshausen.
In einer Urkunde von 1342 übertrug Stephania, die Witwe des verstorbenen Ritters Gerhard von Göns, eine Gülte „... ex curia mea sita in villa Deburgen“ (von meinem Hof im Dorf Daubringen gelegen) an das Kloster Wirberg, in dem ihre Tochter lebte. Nach deren Tod sollte die Gülte an das Kloster fallen.

### Nach der Reformation
1527 wurde das Kloster im Zuge der Reformation Hessens aufgehoben und seine Güter der Universität Marburg überwiesen. Der Abzug der Nonnen geschah im Dezember 1527. Es waren 17 adlige Jungfrauen, die alle dem ober- und südhessischen Landadel entstammten. Ihnen wurden Entschädigungen versprochen. Die Nonnen entstammten der Geschlechter von Wolfskehlen, zwei derer von Riedesel, zwei Schwestern aus der Familie von Rabenau, ebenso zwei Schwestern aus der Familie von Weitershausen, von Weiters, von Nordeck, zwei Schwestern von Windhausen, zwei von Trohe, eine Schützin, von Fischborn, von Schwalbach und von Merlau. Auch die nichtadeligen Schwestern und sonstige Klosterinsassen enthielten eine Entschädigung.
Erster ev. Pfarrer war Johannes Wagner seit 1527. Später wurde er Pfarrer in Langd bei Hungen. Ihm folgten Emmericus (um 1535); Sebastian Heckersdorf (1550–1575),
Johannes Armbruster von Grünberg (1578–1589) sowie Heinrich Ruppersberg von Grünberg (1589–1619).
Im Dreißigjährigen Krieg wurde das Pfarrhaus 1635 zerstört und die Kirche in Mitleidenschaft gezogen. Nach Kriegsende wurde sie bis 1658 wieder hergestellt und 1690 ein neues Pfarrhaus errichtet. 1716 stürzte der Turm der Klosterkirche ein und zerstörte das Kirchenschiff. An Stelle der Ruine wurde 1753/54 die heutige Kirche auf dem Wirberg gebaut und 1755 eingeweiht. Diese wird auch heute noch für Trauungen und Taufen genutzt. Darüber hinaus stehen die restaurierten Gebäude der Anlage heute als Freizeitheim für Jugendgruppen der evangelischen Kirche Hessen Nassaus zur Verfügung. Im Sommer werden die Wiesen vor der Klosteranlage als Zeltlager für Jugendgruppen und Pfadfinder genutzt.

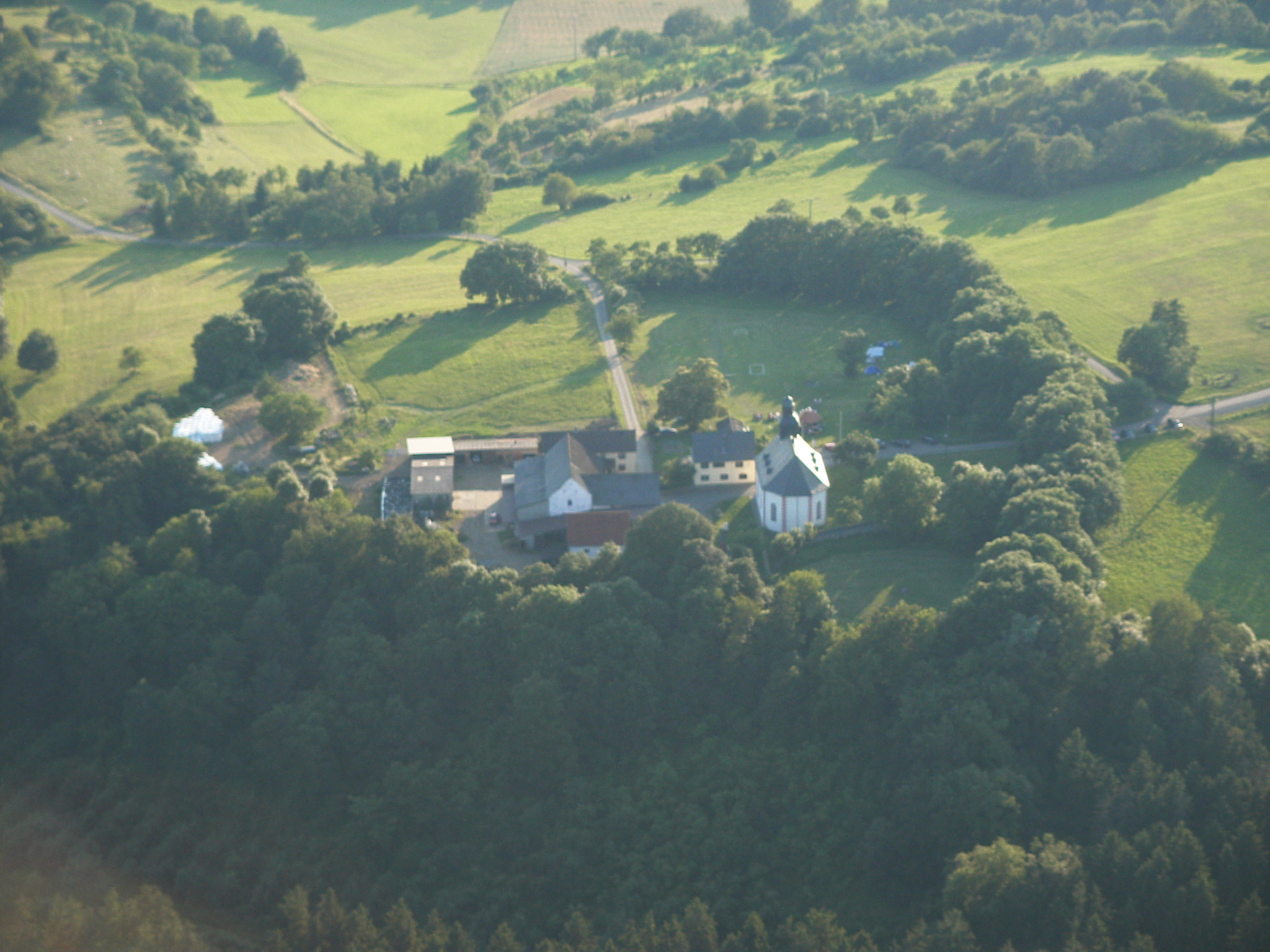
Luftaufnahme des Wirbergs nahe Göbelnrod, Juni 2002
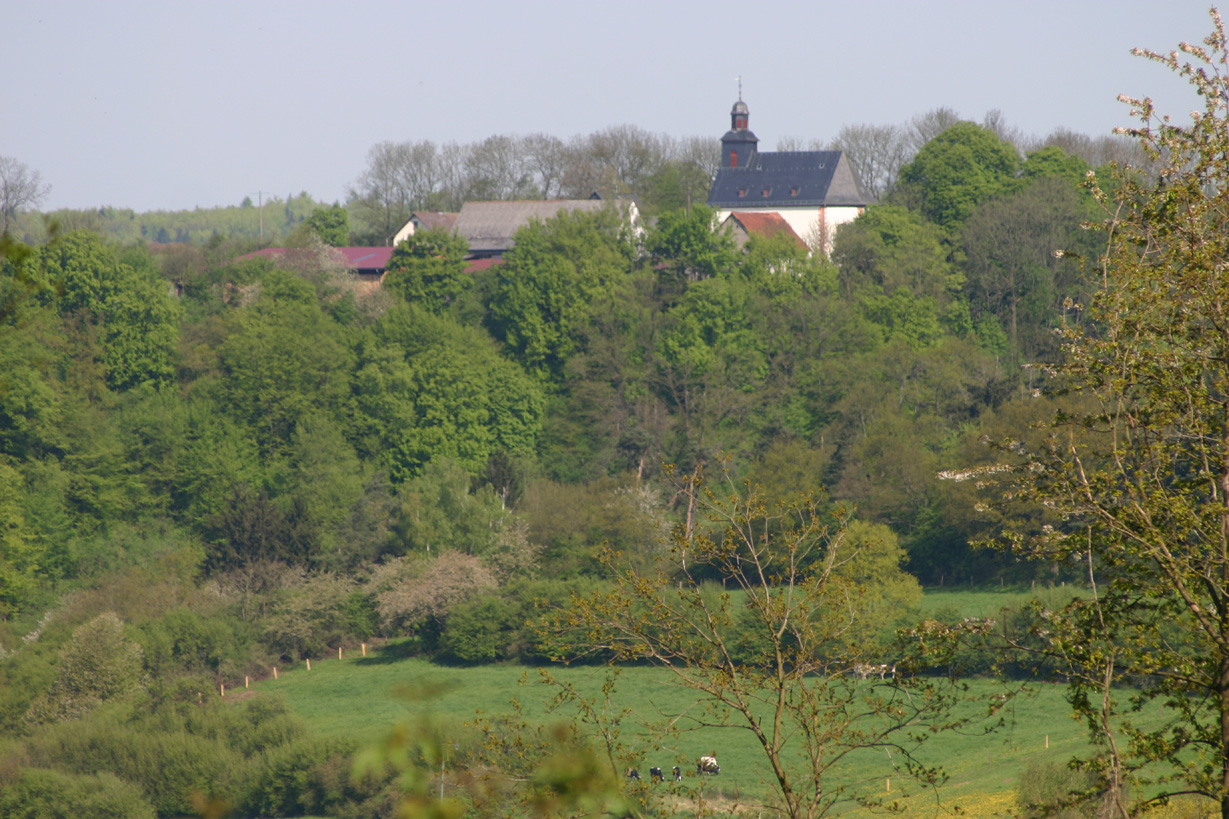
Wirberg nahe Göbelnrod, Mai 2008